# 八潮市立松之木小学校
八潮市立松之木小学校（やしおしりつまつのきしょうがっこう）は、埼玉県八潮市にある公立小学校。

## 概要
八潮市で5番目に開校した小学校である。
毎年、八潮市内の小学校が集まり競い合う陸上競技大会では10連覇以上している強豪校である。

## 沿革
- 1972年（昭和47年）4月1日 - 八潮市大字松之木264番地に「八潮市立八潮第五小学校」を開校する。
- 1994年（平成6年）4月1日 - 校名を「八潮市立松之木小学校」へ改称する。
- 1998年（平成10年）11月21日 - 稲荷伊草第一土地区画整理事業の換地処分（完成）に伴い、所在地が八潮市緑町3丁目9番1号に変更される。

## 主な進学先
- 八潮市立八潮中学校
- 八潮市立八幡中学校

## 交通アクセス
- 首都圏新都市鉄道つくばエクスプレス 八潮駅下車
- 東武伊勢崎線（東武スカイツリーライン） 草加駅下車